# کینگستون، کنت
کینگستون (به انگلیسی: Kingston) یک روستا و محله مدنی در بریتانیا است که در شهر کنتربری واقع شده‌است. کینگستون ۵٫۱۲ کیلومتر مربع مساحت و ۴۷۱ نفر جمعیت دارد.